# سوزانا ماي
سوزانا ماي (بالإنجليزية: Suzanne May)‏ هي ممثلة بريطانية، ولدت في 1971 في المملكة المتحدة.

## وصلات خارجية
- سوزانا ماي على موقع IMDb (الإنجليزية)
- سوزانا ماي على موقع قاعدة بيانات الفيلم (الإنجليزية)